# 辻尾仁志
辻尾 仁志（つじお ひとし、1964年 - ）は、日本の造園家、ガーデンデザイナー。ナチュラルをテーマに数多くの一般住宅の庭園を造る造園家。多くの造園家は山林等の自然(wild)をナチュラルと考える中で、ナチュラルとは不自然でないことと考え、昔からそこにあったようなどこか懐かしい感じの庭造りをめざす。

## 略歴
- 1964年 - 大阪府堺市に生まれる。
- 1990年 - 国際花と緑の博覧会で三井・東芝館植栽管理、風車周りワイルドフラワー等の実質工事責任者として従事。
- その後も、関西国際空港滑走路周辺張芝工事や太陽の塔周辺のヒマラヤスギ植栽工事、扇町公園張芝工事等、大規模工事のゼネコンの協力企業として実質工事責任者として従事。
- 1994年 - 八造園を設立し、数多くの一般住宅庭園を造る。
- 2000年 - 庭に飾る雑貨やアンティーク等の店「ガーデンショップ花花」を設立。もともと花屋に多かった名前だが、当時店主が好きだった歌『あ〜よかった』を歌うデュオ花*花から命名する。
- はなはなでデザイン活動を始めて数例目の作品が『学研インテリアムック ナチュラルガーデニング 1』で紹介され、その後もテレビ[1]、雑誌等で作品が取り上げられ現在に至る。